# 青瓷菱花式洗
青瓷菱花式洗為南宋時期的陶瓷器，現藏於國立故宮博物院。

## 尺寸
- 高：5.3公分
- 口徑：18.2公分
- 足徑：11.5公分[1]

## 陳列地點
國立故宮博物院203陳列室

## 年代背景
青瓷菱花式洗，杭州修內司官窯。南宋為確立上承北宋正統地位，及供應皇室祭祀和日常器物需求，在首都臨安修建官窯。修內司窯成立時間不會早於紹興二十年(1150年)，產出的瓷器繼承北宋汝窯的特點，器色以粉青最常見，再來為月白色。明代鑑賞家曹昭在《格古論要》中提到：官窯器修內司燒者土臃細潤，色青帶粉紅，濃淡不一，有蟹爪紋紫口鐵足，色好者與汝窯相類，有黑土者為之烏泥窯，偽者皆龍泉所燒者，無紋路。

## 外觀
器形侈口平底淺壁，口沿為弧度圓潤細緻的八瓣菱花形，可以想見若是筆洗盛水，將如同蓮花在湖中徐徐開放。有別於以往浙江窯場釉色偏黃或綠，南宋官窯時興偏藍的青色。這件作品也大致呈現天青色，唯有一圈粉色淡淡分布在盤口和足。瓷器表面釉色柔和飽滿，色澤明亮不失溫潤，呼應宋人追求的青瓷精神。若是仔細觀察，器內和器外細密交錯著棕色冰裂紋。瓷器表面的釉因為膨脹係數不同在受熱時產生裂痕，美稱冰裂，雖是自然生成亦可以透過染色加深。青瓷花式洗的冰裂紋為斜向開片，近於蟹爪紋。

## 施釉
菱花式洗表面厚施雙層釉，滿釉支燒，底部釉汁較薄處呈棕色，圈足內有七枚支釘。為求釉汁最大範圍地覆蓋器皿表面，匠人只用幾枚泥釘支撐原胎就送進窯內燒製，燒製出的瓷器底部會有小小的支釘痕跡。這種高難度技法已可見於汝窯，青瓷菱花式洗在此顯示出南宋官窯和北宋的傳承關係。